# Peter Bieri (Politiker)

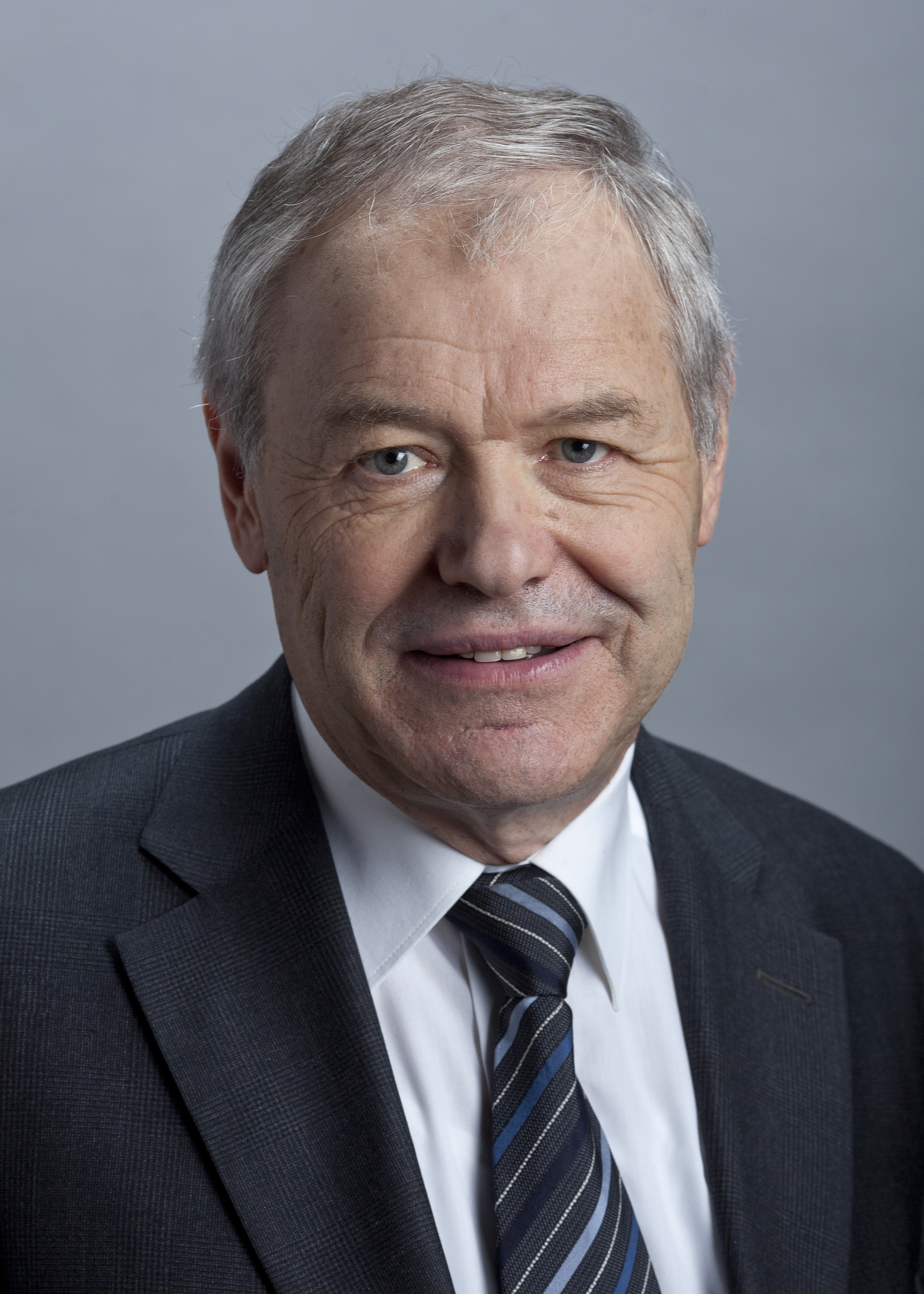
Peter Bieri (2011)

Peter Bieri (* 21. Juni 1952 in Winterthur; heimatberechtigt in Hünenberg und Romoos) ist ein Schweizer Politiker (CVP). Von 1995 bis 2015 war er Ständerat, im Jahr 2007 Präsident.

## Biografie
Bieri studierte Agronomie an der ETH Zürich, wo er 1978 als Ing. Agr. diplomierte und 1982 am Institut für Nutztierwissenschaften als Dr. sc. techn. promovierte. Er war von 1982 bis 2009 Lehrer am kantonalen Landwirtschaftlichen Bildungs- und Beratungszentrum Schluechthof in Cham.
Er ist Präsident der Stiftung für Technologiefolgenabschätzung TA-Swiss, Vizepräsident des Verbundes der Akademien der Wissenschaften Schweiz a+. Früher präsidierte er den Informationsdienst für den öffentlichen Verkehr LITRA, die Kommission der Schweizerischen Nationalbibliothek und von 2009 bis 2022 den Beirat des UVEK für die Lagerung der radioaktiven Abfälle.
Von 1987 bis 1994 war er Gemeinderat in Hünenberg (Exekutive), von 1987 bis 1991 Präsident der CVP Hünenberg, 1995 wurde er für den Kanton Zug im zweiten Wahlgang in den Ständerat gewählt und 1999, 2003, 2007 sowie 2011 jeweils im ersten Wahlgang bestätigt. Am 4. Dezember 2006 wurde er zum Ständeratspräsidenten gewählt. In seiner Tätigkeit als Ständerat präsidierte er die Geschäftsprüfungskommission 1998/99, die Kommission für Wissenschaft, Bildung und Kultur 2002/03, die Kommission für Verkehr und Fernmeldewesen 2008/09, die EFTA-EU-Delegation 1998/99 und die Delegation bei der interparlamentarischen Union 2004/05.
Peter Bieri ist verheiratet, Vater von vier erwachsenen Kindern (u. a. Anna Bieri) und wohnt in Hünenberg. In der Schweizer Armee war er bis 2003 Major.